# Obren Blagojević
Obren Blagojević (v srbské cyrilici Обрен Благојевић; 1912 – 2001) byl černohorský historik, politik, ekonom, člen SANU a CANU a první čestný člen Dukljanské akademie věd a umění.
Blagojević vystudoval Právnickou fakultu Bělehradské univerzity v roce 1935 s hospodářsko-finančnickou specializací. Svá doktorská studia dokončil v Paříži, kde byl stipendistou francouzské vlády.
V roce 1941 se připojil k partyzánům; později byl Blagojević členem Antifašistické rady národního osvobození Jugoslávie. Po osvobození země, když se komunisté chopili v Jugoslávii moci, byl jmenován guvernérem Národní banky Jugoslávie. Tuto funkci zastával od 1. května 1946 až do 31. prosince 1948.
Blagojević byl vysoce postaveným jugoslávským komunistou, nicméně v závěru 40. let, kdy se zhoršily vztahy Jugoslávie se SSSR se postavil na stranu Stalina. Tehdy jugoslávští komunisté odmítli tzv. Rezoluci Informbyra, což Blagojević považoval za "zradu mezinárodního komunistického hnutí". Během čistek v komunistické straně záhy poté byl zadržen, a v letech 1948 až 1956 vězněn.
Po jeho propuštění z vězení, které se odehrálo v atmosféře lepšících se vztahů mezi SSSR a Jugoslávií, začal být opět společensky aktivní. Blagojević se stal profesorem Hospodářské fakulty Univerzity v Niši, a založil také Institut pro hospodářský výzkum.
V 90. letech prosazoval Blagojević nezávislost Černé Hory.[zdroj?]

## Díla
Blagojević za svůj život sepsal okolo dvaceti knih. Ve své historické monografii Piva se věnoval dějinám severní části Černé Hory. Pro severozápad Černé hory užíval termín Stará Hercegovina.